# 上宮菜々子
上宮 菜々子（うえみや ななこ、1981年5月30日 - ）は、テレビ朝日アナウンサー。

## 人物・略歴
- 小学校時代6年間をアメリカで過ごす。桐朋女子高等学校から東京外国語大学外国語学部欧米第二課程スペイン語学科卒業後、2004年（平成16年）にテレビ朝日へ入社した。

同期入社のアナウンサーは、堂真理子と佐々木亮太。堂とは桐朋女子高校での同期生だが、在学当時はお互いを知らず、テレビ朝日入社後に初めて知り驚いたとの事。
- 所有資格は、英語検定・スペイン語検定。TOEIC 920点。
- 入社年度（2004年度）の夏には、「速報!甲子園への道」（関東地区向けの差し替えパートのみ）や、更には阪神甲子園球場での試合中継でのアルプススタンドからのリポートなどを担当した。
- 2008年（平成20年）2月1日より、先輩アナの野村真季が出産休暇に入ることになった為、野村が担当していた地上デジタル放送推進大使を引き継いだ。
- 2010年（平成22年）3月16日、一般男性との結婚を発表した。
- 2013年（平成25年）12月3日、自身のブログにて第一子妊娠を発表した。
- 2014年（平成26年）4月16日、第1子となる男児を出産。
- 2016年（平成28年）5月16日、第2子女児を出産 [2]。
- 2018年（平成30年）1月より、職場に復帰。

## 担当・出演番組
★：担当中
- AbemaNews（AbemaTV、2018年4月 - ） - 月曜日担当★
- ABEMA Morning（ AbemaTV、2022年4月8日 - ） - 金曜日担当★
- ANNニュース（2022年5月2日 - ） - （11:45 - 12:00のナレーション、13:49 - 13:54のキャスター）いずれも月・木曜日担当★
- はい!テレビ朝日です（2004年7月 - 2005年6月）
- 朝いち!!やじうま
  - ANNニュース
    - 月曜日（2004年10月4日 - 2005年3月28日）
    - 月 - 水曜日（2005年4月4日 - 2006年3月29日）
- サンデースクランブル（2005年1月 - 2007年3月、2013年4月 - 10月） - リポーター
- やじうまプラス（水・木曜日、2006年11月1日 - 2007年3月29日）
  - 1部曜日MC
  - ANNニュース
- 徳光&史朗の暴走おやじアナ（2004年度） - 「3代目・四の五の娘」
- クイズマンゴールデン直前スペシャル（2008年4月19日） - 回答者
- 関口宏の東京フレンドパークII（2008年7月7日、TBS） - 地上デジタル放送推進大使として出演
- BSニュース（BS朝日）
- ペット大集合!ポチたま生放送2時間スペシャル（2009年2月27日、テレビ東京） - 地上デジタル放送推進大使として出演
- めちゃ×2イケてるッ!（2009年11月28日、フジテレビ） - 地上デジタル放送推進大使として出演
- アドレな!ガレッジ（不定期） - 『アドレな!英語でクッキング』の英語解説員&英語ナレーション
- 旅の香り〜四季の名宿めぐり〜（2008年1月 - 2009年9月） - 「ダジャ列車旅の香り号」担当
- 崖っぷちのエリー〜この世でいちばん大事な「カネ」の話〜 第6話（2010年8月20日、朝日放送・テレビ朝日共同制作） - 本人役で出演
- 新春ドラマSP 味いちもんめ（2011年1月8日） - アナウンサー役で出演
- スーパーモーニング（2007年4月 - 2011年4月） - ニュースジョッキーテンポアップ、お母さんのためのスポーツ紙入門（エンタメ編）、ガラポン芸能特報担当
- やじうまテレビ!（土曜版、2011年4月 - 2011年9月） - MC
- いま世界は（2011年4月‐2012年3月）
- やじうまテレビ!（2012年4月 - 2013年3月） - 前半・企画担当
- News Access（BS朝日、不定期）
- ワイド!スクランブル（2020年5月18日 - 2021年9月30日） - ニュースコーナー（10:30頃と内包番組の『ANNニュース』）、火・木曜日担当

## Voice（テレビ朝日アナウンサーによる舞台）
Voice5 Returns（2006年9月23日）
- 演劇『愛のテレ朝内閣』 女子高生役

Voice6（2009年2月28日）
- 演劇『ヴィーナス・エスケープ』 サスペンスアナ役

## 出演

### 映画
- 仮面ライダーフォーゼ THE MOVIE みんなで宇宙キターッ!（2012年、東映） - アナウンサー 役